# Reginald Fletcher, 1. Baron Winster
Reginald Thomas Herbert Fletcher, 1. Baron Winster KCMG (* 27. März 1885; † 7. Juni 1961 in Uckfield, Sussex) war ein britischer Politiker (Liberal Party, Labour Party). Er amtierte u. a. als britischer Gouverneur von Zypern und als Minister für Zivilluftfahrt.

## Leben und Tätigkeit
Fletcher war der zweite Sohn des Mathematikers Nicholas Fletcher (1848–1905) aus dessen Ehe Dinah Wright († 1912). Sein Vater war Professor am Royal Naval College in Greenwich.
Er wurde von Privatlehrern in Shirley House Blackheath erzogen, bevor er sich für eine Laufbahn bei der Royal Navy entschied, und begann 1899 eine Ausbildung auf dem Kadettenschulschiff HMS Britannia in Dartmouth. Am Ersten Weltkrieg nahm er als Offizier der Royal Navy teil. Er kam unter anderem in der Schlacht von Gallipoli zum Einsatz. Nach Kriegsende diente im Stab der Admiralität als Leiter der Nahost-Abteilung des Militärnachrichtendienstes (Naval Intelligence Division). 1922 wurde er in den Rang eines Lieutenant-Commander befördert und 1924 schied er aus der Royal Navy aus.
Bei der britischen Unterhauswahl des Jahres 1922 trat er als Kandidat der Liberal Party im Wahlkreis Basingstoke an, unterlag aber gegen den konservativen Abgeordneten Arthur Holbrook. Bei der Unterhauswahl des Jahres 1923 trat er erneut in Basingstoke an und wurde als liberaler Abgeordneter ins House of Commons, das Unterhaus des britischen Parlaments, gewählt. Bei der Unterhauswahl des Jahres 1924 verlor er seinen Sitz im Parlament bereits wieder, als er erneut gegen Holbrook unterlag. Als liberaler Kandidat bei einer Nachwahl im Wahlkreis Tavistock unterlag er 1928 nur knapp dem konservativen Gegenkandidaten.
1929 wechselte er in die Labour Party und kehrte im Rahmen der Unterhauswahl des Jahres 1935 als Abgeordneter für den Wahlkreis Nuneaton ins House of Commons zurück. Er hatte dieses Mandat bis zum 4. Februar 1942 inne, als er als Baron Winster, of Witherslack in the County of Westmorland, zum erblichen Peer erhoben wurde, dadurch einen Sitz im House of Lords, dem Oberhaus des britischen Parlaments, erhielt und dazu aus dem House of Commons ausschied. 1945 wurde er auch ins Privy Council, den britischen Kronrat, aufgenommen.
Von den nationalsozialistischen Polizeiorganen wurde Fletcher Ende der 1930er Jahre als wichtige Zielperson eingestuft: Im Frühjahr 1940 setzte das Reichssicherheitshauptamt in Berlin ihn auf die Sonderfahndungsliste G.B., ein Verzeichnis von Personen, die im Falle einer erfolgreichen deutschen Invasion Großbritanniens durch die Sonderkommandos der SS-Einsatzgruppen mit besonderer Priorität ausfindig gemacht und verhaftet werden sollten.
Während des Zweiten Weltkriegs fungierte Fletcher neben seiner Parlamentszugehörigkeit als parlamentarischer Unterstaatssekretär (Under-Secretary) des Ersten Lords der Admiralität (Marineminister).
Vom 4. August 1945 bis 4. Oktober 1946 amtierte Fletcher als Minister für zivile Luftfahrt in der Regierung Attlee. Anschließend wurde er zum britischen Gouverneur von Zypern ernannt und versah dieses Amt von 1946 bis 1949. Er traf am 27. März 1947 auf der Insel ein.
1948 wurde er als Knight Commander des Order of St. Michael and St. George ausgezeichnet. Zudem war er auch Knight of Grace des Order of St. John.
Da Fletchers 1909 geschlossene Ehe mit Elspeth Lomax kinderlos blieb, erlosch sein Adelstitel mit seinem Tod.

## Werke
- Mit Lionel Evelyn Oswald Charlton und G. T. Garratt: The Air Defence of Britain. Penguin Books, 1938.